# クサムラツカツクリ
クサムラツカツクリ（草叢塚造、学名：Leipoa ocellata）は、キジ目ツカツクリ科クサムラツカツクリ属に分類される鳥類。本種のみでクサムラツカツクリ属を構成する（単型）。

## 分布
オーストラリア（西オーストラリア州、ニューサウスウェールズ州、ビクトリア州、南オーストラリア州）。ノーザンテリトリーでは絶滅したと考えられている。

## 形態
全長55 - 61センチメートル。尾羽は長く、数は16枚。尾羽基部上面を被う羽毛（上尾筒）は長く、尾羽全体を被う。背や翼には褐色や赤褐色・黒などの不規則な斑紋が入る。頭部から頸部・下面は鉛灰色。喉は赤褐色。
耳孔は大型。嘴は小型で、色彩は鉛黒色。後肢は頑丈で、人間でいう足の甲（ふ蹠）には多角形の鱗が2列に並ぶ。趾爪は小型。後肢の色彩は暗灰色。
卵は長径9.1センチメートル、短径6.1センチメートル。重量200グラム。卵の殻は淡いピンク色。

## 生態
Eucalyptus dumosa（アボリジニの言葉でmallee）からなる低木林に生息する。英名はこのユーカリ属の構成種に由来する。採食時に20羽に達する集団を形成することもあるが、通常は群れを形成せず単独で生活する。オスは縄張りを形成し、侵入者に対しては体羽を膨らませ鳴き声をあげて威嚇する。オスは塚から137メートル以内を縄張りとするが、行動圏は274メートル以内まで達する。
繁殖様式は卵生。ペアは一生解消されない。後述する塚の上やその周辺で交尾を行う。秋季から冬季（4 - 5月）に主にオスが古い塚やアナウサギの巣穴・蟻塚などを掘って、直径3メートル・深さ0.9 - 1.2メートルの穴を掘る。まずその穴の周囲に落ち葉や木の枝・樹皮などを後ろ蹴りにして積み重ね（下図の作成経過の黄色）、次いで穴の中にもこれらの巣材を積み上げる（下図の作成経過の緑色）。8月の降雨後に、オスは作った塚に幅30センチメートル・深さ30 - 60センチメートルの産卵用の穴を掘る（下図の作成経過の赤色）。メスは3 - 4か月にわたり、16 - 33個の卵を産む。オスは、メスが降雨前や降雨時に卵を産みに来た場合は追い払う。オスは卵を落ち葉や砂などで埋め、埋めた有機物の発酵熱や太陽熱によって卵を孵化させる。オスは塚を掘り起こして発酵熱（太陽熱が弱い春季）や太陽熱（夏季）を逃がす・砂を厚くして太陽熱を遮る（発酵熱が弱まり太陽熱が強い夏季）・太陽熱で温まった砂をかける（発酵熱も太陽熱も弱まる秋季）などして、産卵用の穴の中の温度を一定（32.2 - 35℃）にする。嘴を塚に差し入れ、口内で温度を測っていると考えられている。卵は約50日で孵化する。高温時や砂が硬いと、雛の死亡率が高くなる。雛は地表に現れてから1時間で走行できるようになり、24時間で飛翔できるようになる。

## 人間との関係
卵はアボリジニおよび入植者に食用とされた事もあった。
野火、人為的に移入された動物（アナウサギ・ヒツジ・ヤギ）やカンガルーの個体数増加による植生の破壊、狩猟、人為的に移入されたアカギツネやノネコなどによる捕食などにより生息数は減少している。

## 画像

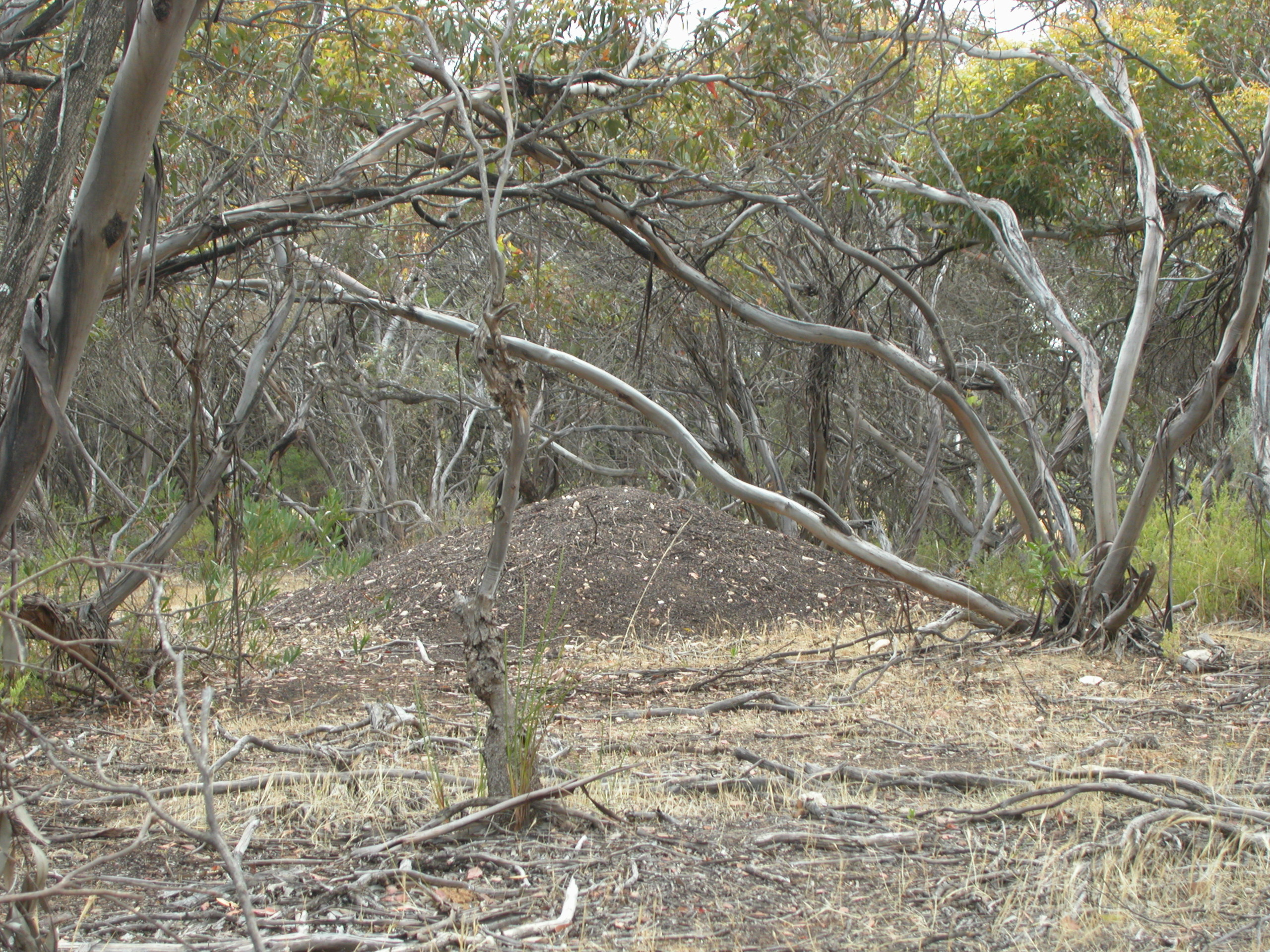
塚
内部の構造
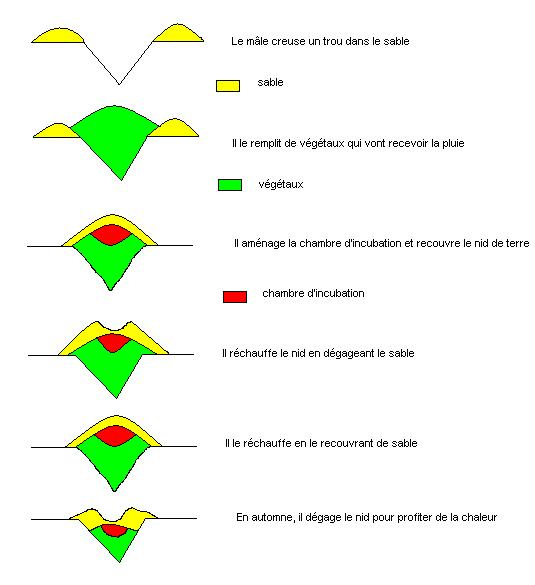
巣の作成経過